# Tour de França de 1996
El 83é Tour de França es va disputar del 29 de juny al 21 de juliol de 1996 sobre un recorregut de 21 etapes més el pròleg inicial, i amb un total de 3765 km. que el vencedor va cobrir a una velocitat mitjana de 39,236 km/h. La carrera va començar a 's-Hertogenbosch (Països Baixos) i va acabar a París, en el clàssic final dels Camps Elisis.
Miguel Indurain, guanyador de les anteriors cinc edicions del Tour, era el gran favorit per a la victòria final. Entre els seus rivals s'incloïen Alex Zülle (segon en l'edició anterior), Tony Rominger, Eugeni Berzin, Bjarne Riis, Piotr Ugrumov o Laurent Jalabert. La revelació d'aquest Tour va ser el jove alemany Jan Ullrich, segon en la general final. Finalment Indurain no va poder aconseguir el seu sisè Tour i va quedar en onzena posició.
El guanyador de la competició individual va ser el danés Bjarne Riis, que el 2007 va reconèixer haver pres EPO per a alçar-se amb el mallot groc.
En aquest Tour de França l'organització va retre un homenatge a Miguel Induráin amb una etapa pirinenca de 262 km que acabava a Pamplona i que va passar per davant de casa seva a Villava. Milers d'espanyols van anar a les carreteres navarreses a donar suport al pentacampió, malgrat que el dia anterior havia perdut totes les opcions de guanyar el seu sisè Tour.